# Schloss Emmerichshofen

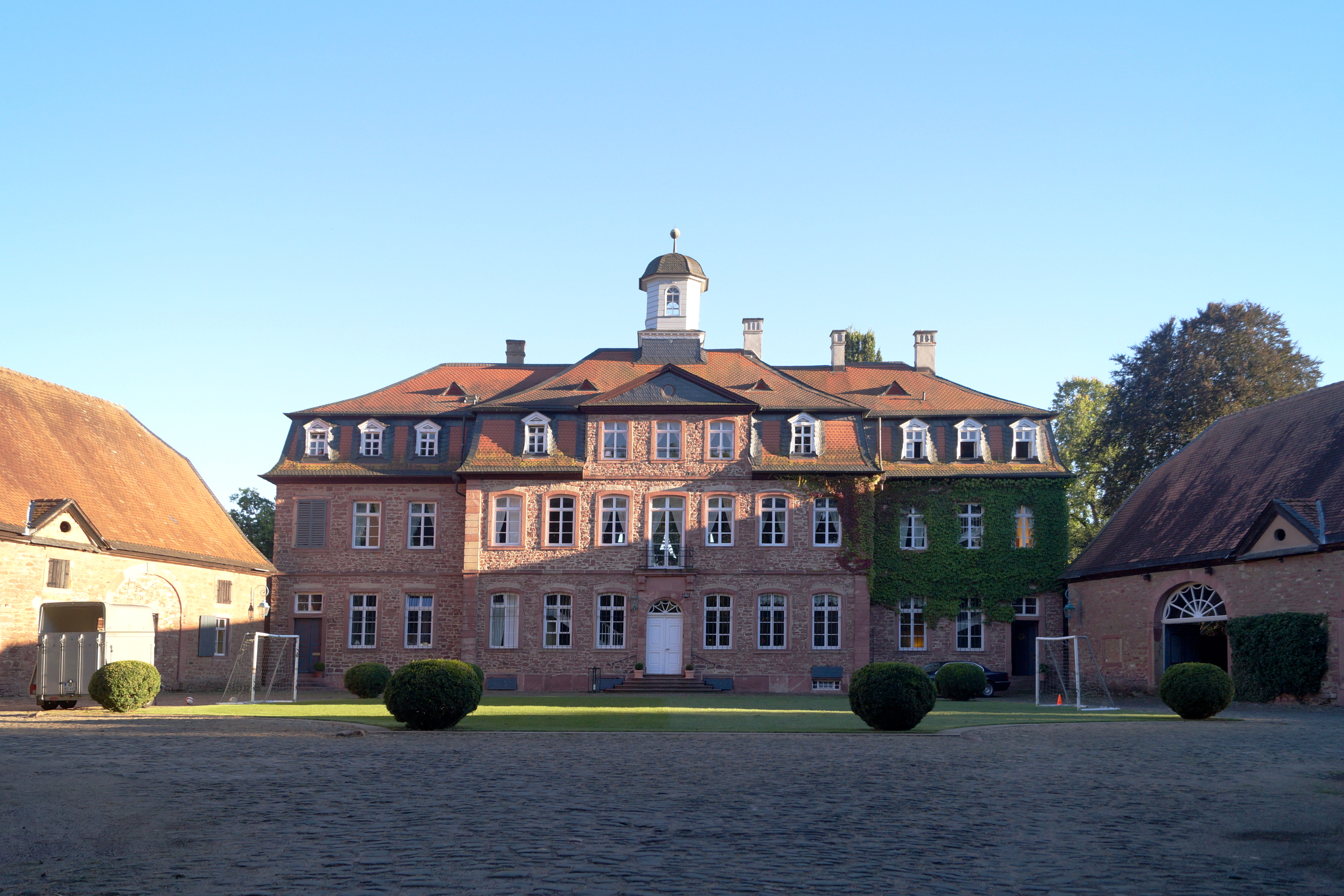
Schloss Emmerichshofen

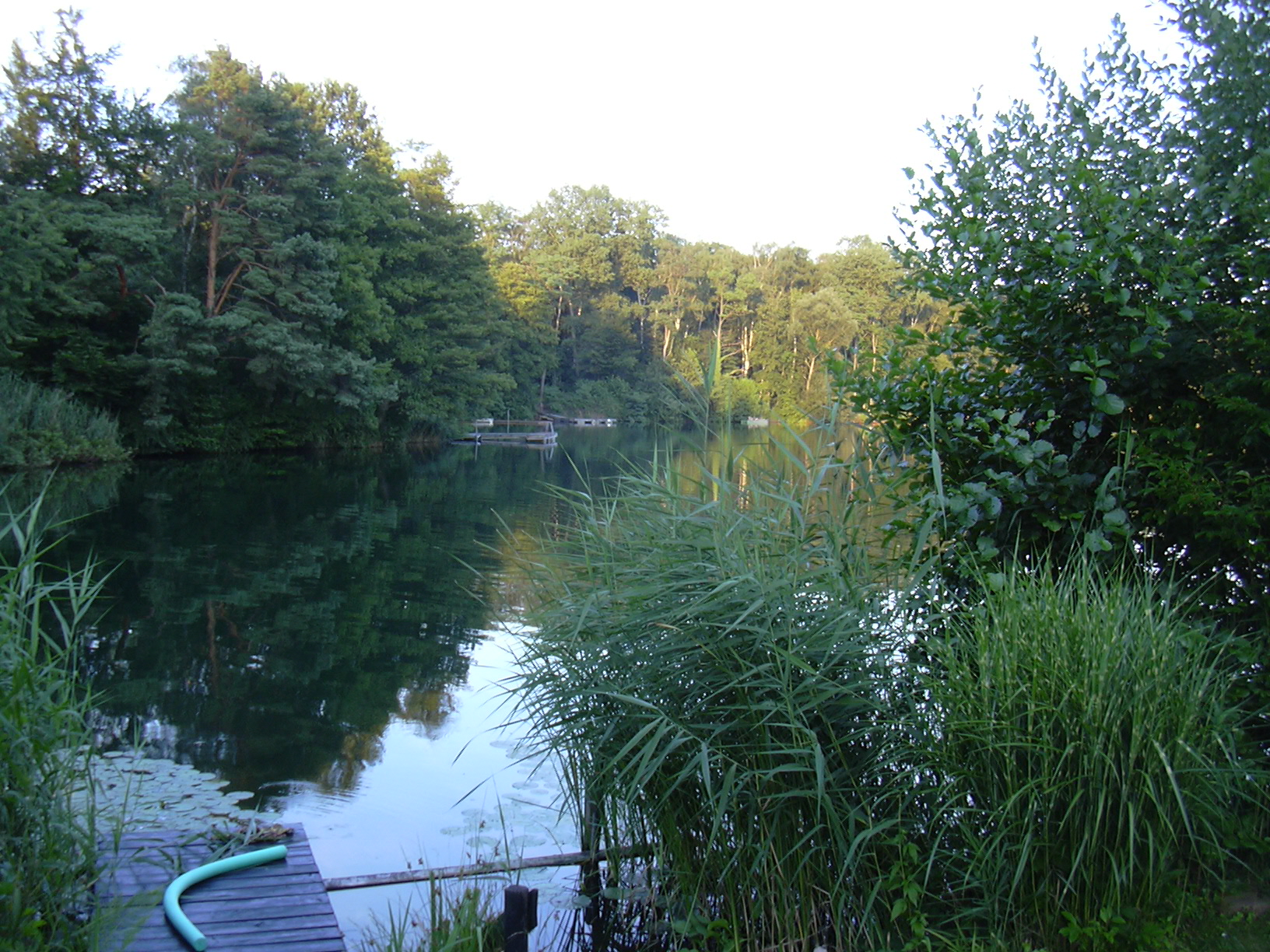
Bucht des Kahler Campingsees an der Ferienhauskolonie

Das Schloss Emmerichshofen liegt im Norden von Kahl am Main (Unterfranken) an der St 2305 nach Alzenau, unweit der B 8 und der hessisch-bayerischen Landesgrenze. Das 1766 erbaute Schloss ist ein typischer Vertreter eines adligen Landsitzes im Stil des Rokoko.

## Geschichte
Das Schloss wurde 1766 vom kurmainzischen Minister Graf Anselm Franz von Bentzel-Sternau erbaut und nach dessen Förderer, dem Mainzer Erzbischof Emmerich Joseph von Breidbach-Bürresheim benannt. Es befindet sich seit dem frühen 19. Jahrhundert bis heute im Besitz der Freiherren Waitz von Eschen.

## Anlage
Das zweigeschossige Hauptgebäude besitzt ein ausgebautes Mansarddach mit Dachreiter. Die beiden Langseiten des Gebäudes sind durch Mittelrisalite betont.
Die niedrigeren Nebengebäude sind mit einfacheren Satteldächern mit Krüppelwalmen gedeckt. Sie bilden zusammen mit dem Hauptgebäude mehrere Innenhöfe. Der trapezförmige Schlosshof wird vorne durch eine nach außen gebogene Mauer mit zwei Tor- und Wachthäusern abgeschlossen.
Auf der Rückseite des Schlosses befindet sich eine größere Gartenterrasse als Teil eines Englischen Landschaftsgartens. Wandartige Trakte an den Schmalseiten des Hauptgebäudes waren wohl ursprünglich als Arkaden zum Abschluss dieses Parks gedacht.

## Umgebung
Das Schloss liegt an einer von Wald umgebenen Seen-Landschaft als Teil der Kahler Seenplatte. An Weihertannensee, Lindensee und Schloßsee wurde ab 1968 eine ca. 30 ha große Ferienhaussiedlung mit Wochenendhäusern im skandinavischen Stil errichtet. Alle Häuser sind auf lange Frist verpachtet. Beliebte Aktivitäten sind Baden, Angeln, Schlauchbootpaddeln, Segeln und Tennis.
Eine Bucht des Kahler Campingsees reicht ebenfalls an die Ferienhaussiedlung heran. Kiefern- und Buchenwälder sowie Röhricht-Vegetation sind hier, im Unterschied zu dem für den Badebetrieb vorgesehenen Sandufer, naturbelassen.
Im Schlosshof findet jedes Jahr ein Weihnachtsmarkt statt.